# Memorie del Reale Istituto Lombardo di Scienze e Lettere, Serie 3, Classe di Scienze Matematiche e Naturali
Memorie del Reale Istituto Lombardo di Scienze e Lettere, Serie 3, Classe di Scienze Matematiche e Naturali (abreviado Mem. Reale Ist. Lombardo Sci., Ser. 3, Cl. Sci. Mat.) es una revista con ilustraciones y descripciones botánicas que fue publicada en el año 1867. Fue precedida por Memorie dell'Imperiale Regio Istituto del Regno Lombardo-Veneto.